# Ambrosia (film)
Pour les articles homonymes, voir Ambrosia.
Pour plus de détails, voir Fiche technique et Distribution.
Ambrosia est un film canadien réalisé par Baharak Saeid Monir sorti en 2012,.

## Synopsis
Une jeune femme est mariée à un gérant de pizzeria qui a du mal à faire marcher son commerce. Talentueuse styliste, elle est remarquée par sa patronne, une lesbienne déjà en couple.

## Fiche technique
- Titre : Ambrosia
- Réalisation : Baharak Saeid Monir
- Scénario : Baharak Saeid Monir
- Production :
- Musique :
- Pays d'origine :  Canada
- Langue d'origine : Anglais canadien, Persan
- Genre : Drame, romance saphique
- Lieux de tournage : Vancouver, Colombie-Britannique, Canada
- Durée : 79 minutes (1 h 19)
- Date de sortie : Canada 4 février 2012

## Distribution
- Sahar Biniaz : Leila
- Camyar Chai : Ali
- Heather Doerksen : Sarah
- Pauline Egan : Monica
- Tina Milo Milivojevic : Samira
- Veenu Sandhu : Maryam
- Zeus Ghadban : Ferry
- Mark James : un client
- Jeffrey Flieler : un client
- John Emmet Tracy : l'agent immobilier
- Patrick Gaites : John Heath
- Yvette Dudley-Neuman : la femme du restaurant
- Tara Pratt : la conseillère
- Lynda Yee Shioya : madame Woo
- Patrick Carr : Sam
- Momona Komagata : la mariée

## Festivals
- Festival des Films du Monde 2012
- Festival International du Film du Caire[3]
- Your Kontinent: Festival des arts du film et des médias de Richmond[4].